# Túlio Lustosa
Túlio Lustosa Seixas Pinheiro, noto semplicemente come Túlio Lustosa (Brasilia, 15 aprile 1976), è un ex calciatore brasiliano, di ruolo centrocampista.

## Caratteristiche tecniche
Gioca come centrocampista difensivo, ruolo a cui è arrivato dopo aver giocato per un breve periodo come terzino sinistro.

## Carriera

### Club
Iniziò la carriera nel 1995 nel Goiás; dopo un breve periodo all'Al-Hilal, tra il 2001 e il 2002. Tornò nel 2003 al Goiás, passò al Botafogo.
Túlio Lustosa arrivò al secondo posto in Campeonato Brasileiro Série B con il club carioca, aiutando o Glorioso a tornare in Série A. All'epoca faceva copia a centrocampo con Fernando. A metà 2005 si trasferì all'Oita Trinita in Giappone.
Túlio tornò al Botafogo nel 2007, quando vinse la Taça Rio. In coppia con Leandro Guerreiro, Túlio aiutò la squadra, allora guidata da Cuca, ad avanzare in molte competizioni.

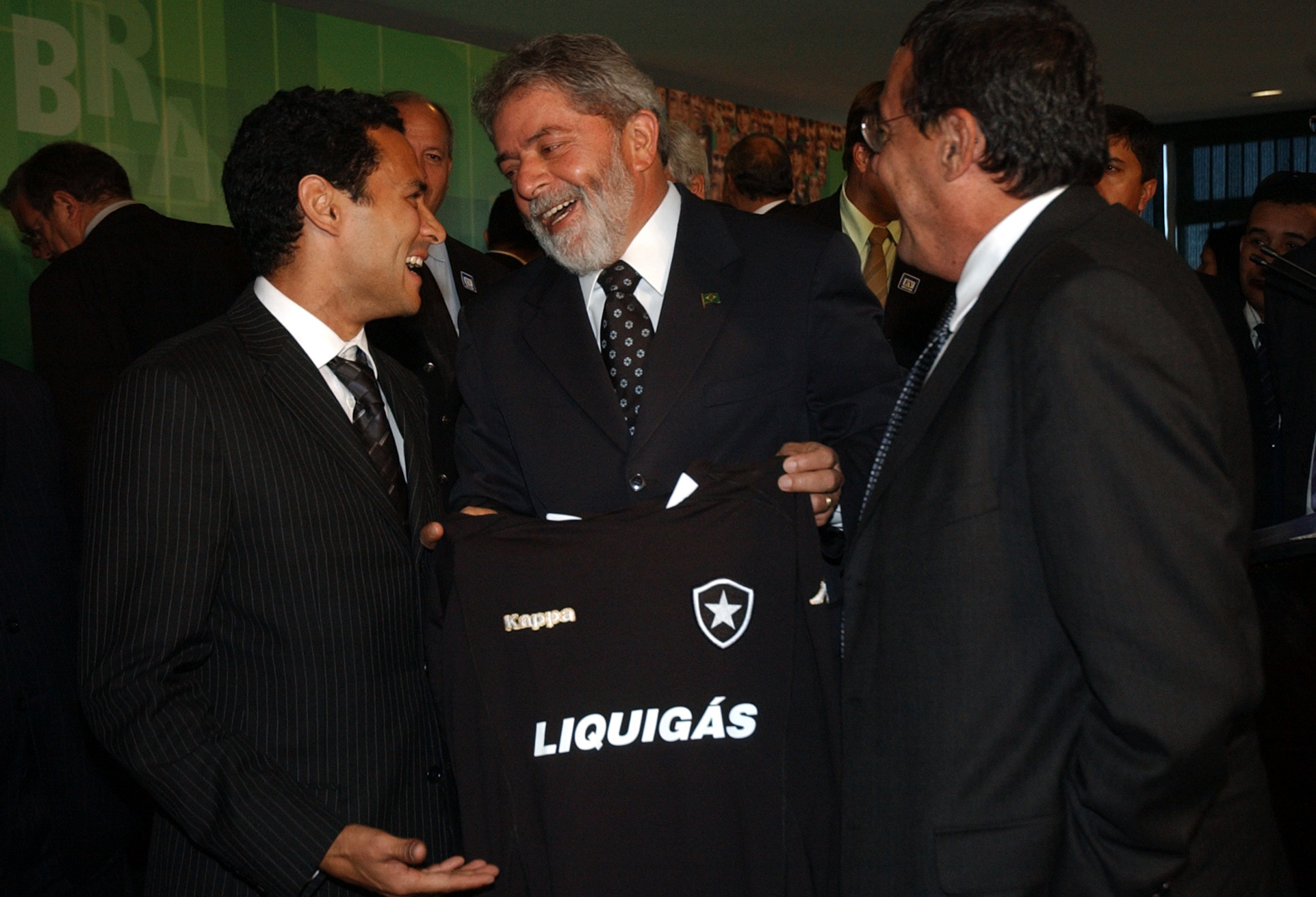
Túlio, Lula e Bebeto de Freitas.

Vinse la Copa Peregrino e la seconda Taça Rio nel 2008, in coppia con Diguinho in questa stagione; inoltre la squadra ripeté il cammino della stagione precedente, classificandosi al secondo posto nel campionato Carioca, dietro il Flamengo. Túlio poi decise di rescindere il contratto col Botafogo e raggiunse l'accordo con il Corinthians fino al 2010, lasciando però il club poco dopo per trasferirsi al Grêmio.

## Palmarès

### Club

#### Competizioni nazionali
- Campionato Goiano: 6

Goiás: 1996, 1997, 1998, 1999, 2000, 2003
- Copa Centro-Oeste: 1

Goiás: 2000
- Taça Rio: 2

Botafogo: 2007, 2008